# A Sister's Sacrifice (film 1910 Vitagraph)
A Sister's Sacrifice è un cortometraggio muto del 1910. Il nome del regista non viene riportato nei credit del film.

## Trama
Helen Lowell ha una relazione con un professore di lingue, ma quando scopre che anche la sorella minore Ruth è innamorata dell'insegnante, rinuncia alla relazione. Ruth, dopo averlo corteggiato impetuosamente, vincerà l'affetto del professore.

## Produzione
Il film fu prodotto dalla Vitagraph Company of America.

## Distribuzione
Distribuito dalla Vitagraph Company of America, il film - un cortometraggio di 296 metri, ovvero 1 bobina - uscì nelle sale cinematografiche statunitensi il 15 gennaio 1910.